# Porta Santa Croce (Parme)
Pour l’article homonyme, voir Porta Santa Croce (Padoue).
La Porta Santa Croce est une porte de ville de style Renaissance survivante des murailles détruites de Parme ; elle se trouve à côté de la place du même nom, au bout de la Strada Massimo D'Azeglio dans le quartier d'Oltretorrente.

## Histoire
À l'initiative de la municipalité de Parme en 1212, le périmètre des murs de la ville fut agrandi vers l'ouest, jusqu'à embrasser l'église romane de Santa Croce, construite dans les mêmes années le long de la Via Emilia ; à côté du temple, très apprécié des pèlerins qui parcouraient la Via Francigena en direction du nord vers la ville de Rome, la porte d'origine a été construite en bois, qui tire son nom du lieu de culte.
En 1259, la structure, considérée comme d'importance stratégique car orientée vers Plaisance et Milan, fut entièrement reconstruite en brique et en pierre. En 1347, Luchino Visconti, seigneur de Milan, fit construire une forteresse pour défendre la porte, dotée de tours et d'un fossé, aujourd'hui disparu. 
À la suite de la conquête de la ville par les États pontificaux, en 1526, le pape Clément VII chargea l'architecte Antonio da Sangallo le Jeune de concevoir de nouveaux murs, adaptés aux besoins militaires de l'époque. Cependant, les travaux ne furent commencés que vers le milieu du XVIe siècle, à l'occasion de la fondation du duché de Parme et Plaisance par le pape Paul III, qui en 1545 confia probablement à l'architecte Benedetto Zaccagni, fils du plus célèbre Bernardino, la commission de construire une nouvelle Porta Santa Croce de style Renaissance; la structure a été construite beaucoup plus haute que la précédente car elle était destinée à abriter diverses pièces aux étages supérieurs utilisées comme résidence d'été pour les futurs ducs. En 1585, les six salles nobles internes ont été décorées de fresques.
Dans la première moitié du XIXe siècle, une nouvelle barrière douanière a été construite à côté de la porte en ligne avec la Via Emilia, démolie au début du XXe siècle avec les murs de la ville à la demande de l'administration municipale ; seule la structure du XVIe siècle, longtemps fermée, a été épargnée.
La grande place est réaménagée vers 1960, avec la création d'un grand parterre ovale au centre, agrémenté de six fontaines et de nombreux grands arbres ; les vasques ont survécu moins de vingt ans, jusqu'à leur disparition définitive. Entre 1993 et 1994, la zone a été complètement réaménagée et le monument en marbre de la Via Emilia a été placé au milieu de l'îlot central de la circulation, rebaptisé plus tard à l'entrepreneur Pietro Barilla, qui en 1987 l'avait commandé au sculpteur Pietro Cascella et donné à la ville.
En 1990, l'ancienne Porta Santa Croce a été concédée au club sportif et culturel Giovane Italia, qui l'a utilisée comme siège.

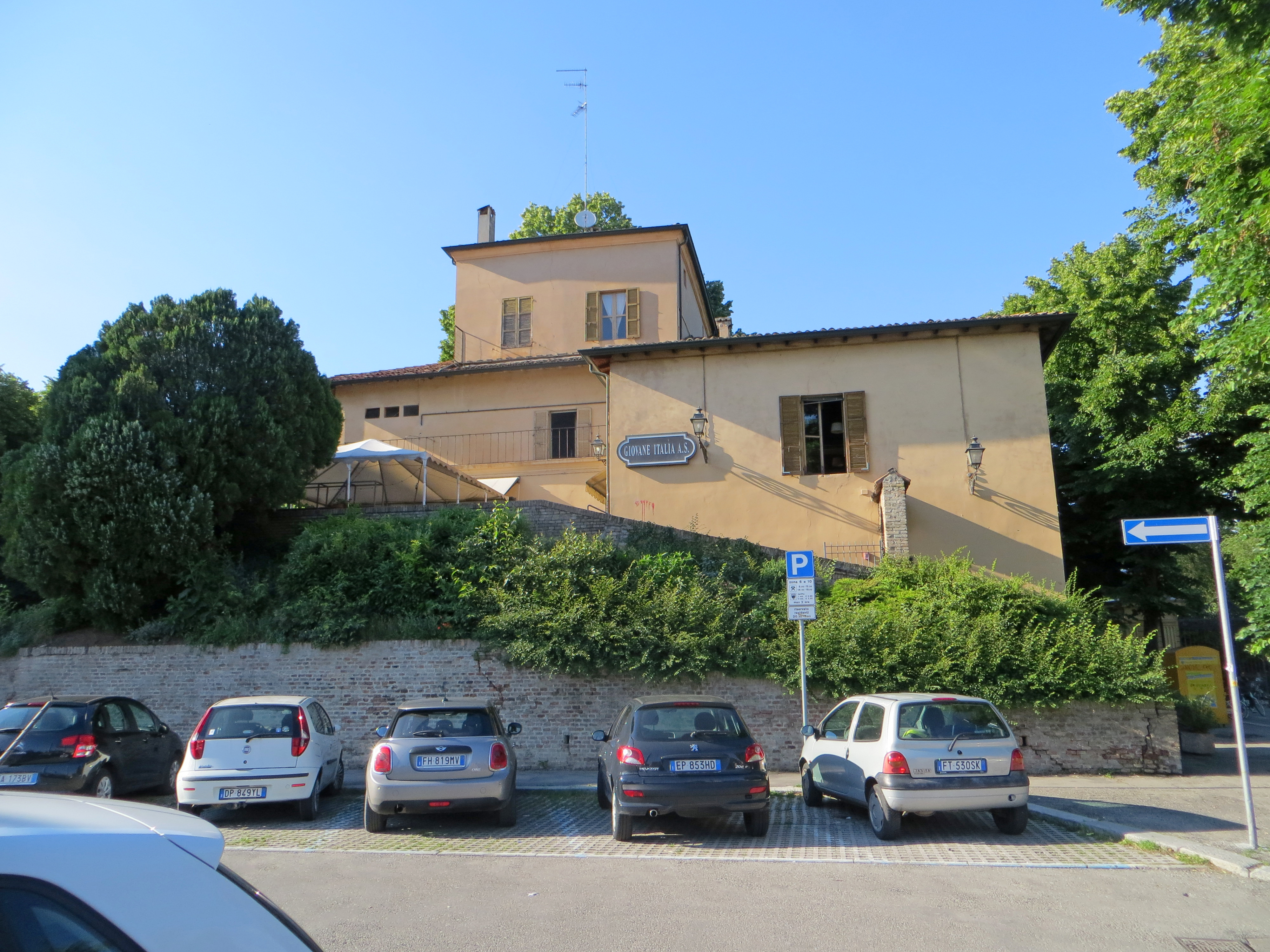
Côté sud.